# Keirin féminin aux Jeux olympiques d'été de 2024
Cet article traite de l'épreuve féminine. Pour la compétition masculine, voir Keirin masculin aux Jeux olympiques d'été de 2024.
Navigation
Tokyo 2020 Los Angeles 2028
Le keirin féminin, épreuve de cyclisme sur piste aux Jeux olympiques d'été de 2024, a lieu les 7 et 8 août 2024 sur le Vélodrome national de Saint-Quentin-en-Yvelines.

## Médaillées
| Or                    | Argent                  | Bronze              |
| Ellesse Andrews (NZL) | Hetty van de Wouw (NED) | Emma Finucane (GBR) |

## Site de la compétition

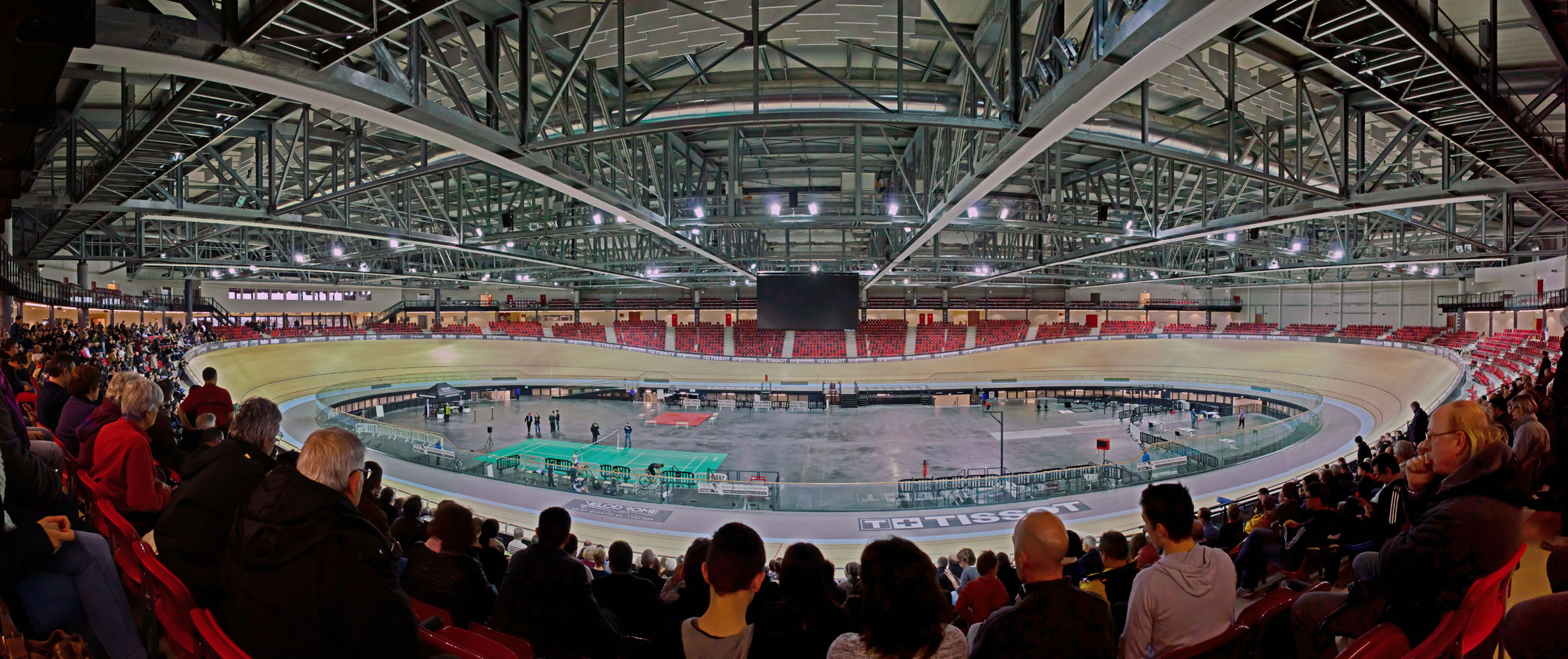
Vélodrome national en 2014.

Les épreuves de cyclisme sur piste ont lieu sur le Vélodrome national de Saint-Quentin-en-Yvelines. Contrairement à ce que son nom laisse supposer, il est situé sur la commune de Montigny-le-Bretonneux à l'ouest de Paris, à 36 km du village olympique. Il a été construit en 2011 et a une capacité de 5 000 spectateurs.

## Programme
| Date            | Horaire | Manche           |
| --------------- | ------- | ---------------- |
| Mercredi 7 août | 13 h 26 | Premier tour     |
| Mercredi 7 août | 15 h 10 | Repêchages       |
| Jeudi 8 août    | 17 h 18 | Quarts de finale |
| Jeudi 8 août    | 18 h 15 | Demi-finale      |
| Jeudi 8 août    | 19 h 01 | Finale           |

## Format de compétition
Les courses de keirin impliquent jusqu'à 6 cyclistes chacune. Elles suivent une moto pendant 3 tours (750 m) au cours desquels elle augmente progressivement sa vitesse de 30 à 50 km/h avant de se retirer. Les athlètes ont alors 3 tours pour se départager. 
Le compétition oppose 30 cyclistes sur plusieurs tours : 
- lors du premier tour, 5 séries sont disputées où 6 athlètes sont alignées. Les 2 premières se qualifient pour les quarts de finale et toutes les autres vont en repêchages.
- en repêchages, 4 séries avec 5 pistards sont disputées. Les 2 meilleures de chaque série rejoignent les quarts de finale.
- en quarts de finale, les 4 premières de chacune des 3 séries se qualifient pour les demi-finales.
- en demi-finale, les 3 premières se qualifient pour la finale, les autres vont en petite finale.

## Résultats détaillés

### Premier tour
Les deux premières de chaque série se qualifient pour les quarts de finale (Q). Les autres vont en repêchages (R).
| Rang | Cycliste              | Nation           | Écart     | Notes |
| ---- | --------------------- | ---------------- | --------- | ----- |
| 1    | Ellesse Andrews       | Nouvelle-Zélande |           | Q     |
| 2    | Mathilde Gros         | France           | + 0 s 014 | Q     |
| 3    | Katy Marchant         | Grande-Bretagne  | + 0 s 021 | R     |
| 4    | Daniela Gaxiola       | Mexique          | + 0 s 075 | R     |
| 5    | Urszula Łoś           | Pologne          | + 0 s 261 | R     |
| 6    | Ese Lovina Ukpeseraye | Nigeria          | + 2 s 129 | R     |

| Rang | Cycliste          | Nation   | Écart     | Notes |
| ---- | ----------------- | -------- | --------- | ----- |
| 1    | Hetty van de Wouw | Pays-Bas |           | Q     |
| 2    | Yuan Liying       | Chine    | + 0 s 108 | Q     |
| 3    | Miriam Vece       | Italie   | + 0 s 236 | R     |
| 4    | Lauriane Genest   | Canada   | + 0 s 236 | R     |
| 5    | Riyu Ohta         | Japon    | + 0 s 381 | R     |
| 6    | Yuli Verdugo      | Mexique  | + 0 s 381 | R     |

| Rang | Cycliste         | Nation    | Écart     | Notes |
| ---- | ---------------- | --------- | --------- | ----- |
| 1    | Emma Hinze       | Allemagne |           | Q     |
| 2    | Guo Yufang       | Chine     | + 0 s 087 | Q     |
| 3    | Marlena Karwacka | Pologne   | + 0 s 087 | R     |
| 4    | Kristina Clonan  | Australie | + 0 s 160 | R     |
| 5    | Julie Nicolaes   | Belgique  | + 0 s 204 | R     |
| 6    | Martha Bayona    | Colombie  | + 0 s 266 | R     |

| Rang | Cycliste             | Nation           | Écart     | Notes |
| ---- | -------------------- | ---------------- | --------- | ----- |
| 1    | Nicky Degrendele     | Belgique         |           | Q     |
| 2    | Mina Sato            | Japon            | + 0 s 005 | Q     |
| 3    | Steffie van der Peet | Pays-Bas         | + 0 s 108 | R     |
| 4    | Kelsey Mitchell      | Canada           | + 0 s 172 | R     |
| 5    | Rebecca Petch        | Nouvelle-Zélande | + 0 s 260 | R     |
| 6    | Chloe Moran          | Australie        | + 1 s 065 | R     |

| Rang | Cycliste                     | Nation          | Écart     | Notes |
| ---- | ---------------------------- | --------------- | --------- | ----- |
| 1    | Emma Finucane                | Grande-Bretagne |           | Q     |
| 2    | Lea Sophie Friedrich         | Allemagne       | + 0 s 032 | Q     |
| 3    | Taky Marie-Divine Kouamé     | France          | + 0 s 631 | R     |
| 4    | Nurul Izzah Izzati Mohd Asri | Malaisie        | + 0 s 729 | R     |
| 5    | Stefany Cuadrado             | Colombie        | + 0 s 862 | R     |
| 6    | Sara Fiorin                  | Italie          | + 0 s 960 | R     |

### Repêchages
Les 2 premières de chaque série se qualifient pour les quarts de finale (Q). Les autres sont éliminées.
| Rang | Cycliste                     | Nation          | Écart     | Notes |
| ---- | ---------------------------- | --------------- | --------- | ----- |
| 1    | Kelsey Mitchell              | Canada          |           | Q     |
| 2    | Katy Marchant                | Grande-Bretagne | + 0 s 041 | Q     |
| 3    | Nurul Izzah Izzati Mohd Asri | Malaisie        | + 0 s 088 |       |
| 4    | Martha Bayona                | Colombie        | + 0 s 094 |       |
| 5    | Yuli Verdugo                 | Mexique         | + 0 s 186 |       |

| Rang | Cycliste         | Nation    | Écart     | Notes |
| ---- | ---------------- | --------- | --------- | ----- |
| 1    | Kristina Clonan  | Australie |           | Q     |
| 2    | Daniela Gaxiola  | Mexique   | + 0 s 124 | Q     |
| 3    | Miriam Vece      | Italie    | + 0 s 180 |       |
| 4    | Stefany Cuadrado | Colombie  | + 0 s 305 |       |
| 5    | Urszula Łoś      | Pologne   | + 0 s 971 |       |

| Rang | Cycliste         | Nation           | Écart     | Notes |
| ---- | ---------------- | ---------------- | --------- | ----- |
| 1    | Lauriane Genest  | Canada           |           | Q     |
| 2    | Rebecca Petch    | Nouvelle-Zélande | + 0 s 042 | Q     |
| 3    | Marlena Karwacka | Pologne          | + 0 s 338 |       |
| 4    | Chloe Moran      | Australie        | + 0 s 367 |       |
| 5    | Sara Fiorin      | Italie           | + 0 s 488 |       |

| Rang | Cycliste                 | Nation   | Écart     | Notes |
| ---- | ------------------------ | -------- | --------- | ----- |
| 1    | Riyu Ohta                | Japon    |           | Q     |
| 2    | Steffie van der Peet     | Pays-Bas | + 0 s 028 | Q     |
| 3    | Julie Nicolaes           | Belgique | + 0 s 135 |       |
| 4    | Ese Lovina Ukpeseraye    | Nigeria  | + 0 s 584 |       |
| 5    | Taky Marie-Divine Kouamé | France   | + 0 s 589 |       |

### Quarts de finale
Les 4 premières de chaque quart de finale se qualifient pour les demi-finales (DF). Les autres sont éliminées.
| Rang | Cycliste             | Nation           | Écart     | Notes |
| ---- | -------------------- | ---------------- | --------- | ----- |
| 1    | Lea Sophie Friedrich | Allemagne        |           | DF    |
| 2    | Ellesse Andrews      | Nouvelle-Zélande | + 0 s 020 | DF    |
| 3    | Nicky Degrendele     | Belgique         | + 0 s 070 | DF    |
| 4    | Steffie van der Peet | Pays-Bas         | + 0 s 127 | DF    |
| 5    | Yuan Liying          | Chine            | + 0 s 142 |       |
| 6    | Kristina Clonan      | Australie        | + 0 s 249 |       |

| Rang | Cycliste          | Nation           | Écart     | Notes |
| ---- | ----------------- | ---------------- | --------- | ----- |
| 1    | Hetty van de Wouw | Pays-Bas         |           | DF    |
| 2    | Emma Finucane     | Grande-Bretagne  | + 0 s 020 | DF    |
| 3    | Rebecca Petch     | Nouvelle-Zélande | + 0 s 105 | DF    |
| 4    | Riyu Ohta         | Japon            | + 0 s 222 | DF    |
| 5    | Guo Yufang        | Chine            | + 0 s 298 |       |
| 6    | Kelsey Mitchell   | Canada           | + 0 s 341 |       |

| Rang | Cycliste        | Nation          | Écart     | Notes |
| ---- | --------------- | --------------- | --------- | ----- |
| 1    | Mathilde Gros   | France          |           | DF    |
| 2    | Emma Hinze      | Allemagne       | + 0 s 007 | DF    |
| 3    | Katy Marchant   | Grande-Bretagne | + 0 s 063 | DF    |
| 4    | Daniela Gaxiola | Mexique         | + 0 s 138 | DF    |
| 5    | Mina Sato       | Japon           | + 0 s 164 |       |
| 6    | Lauriane Genest | Canada          | + 0 s 271 |       |

### Demi-finales
Les 3 premières de chaque demi-finale se qualifient pour la finale (F). Les autres vont en petite finale (PF).
| Rang | Cycliste             | Nation           | Écart     | Notes |
| ---- | -------------------- | ---------------- | --------- | ----- |
| 1    | Ellesse Andrews      | Nouvelle-Zélande |           | F     |
| 2    | Daniela Gaxiola      | Mexique          | + 0 s 104 | F     |
| 3    | Emma Finucane        | Grande-Bretagne  | + 0 s 157 | F     |
| 4    | Steffie van der Peet | Pays-Bas         | + 0 s 161 | PF    |
| 5    | Rebecca Petch        | Nouvelle-Zélande | + 0 s 648 | PF    |
| 6    | Lea Sophie Friedrich | Allemagne        | + 2 s 750 | PF    |

| Rang | Cycliste          | Nation          | Écart     | Notes |
| ---- | ----------------- | --------------- | --------- | ----- |
| 1    | Hetty van de Wouw | Pays-Bas        |           | F     |
| 2    | Katy Marchant     | Grande-Bretagne | + 0 s 056 | F     |
| 3    | Emma Hinze        | Allemagne       | + 0 s 101 | F     |
| 4    | Nicky Degrendele  | Belgique        | + 0 s 114 | PF    |
| 5    | Mathilde Gros     | France          | + 0 s 301 | PF    |
| 6    | Riyu Ohta         | Japon           | + 0 s 592 | PF    |

### Finales
Les places de 1 à 6, donc les médailles d'or, d'argent et de bronze, sont disputées lors de la finale. Les places 7 à 12 sont disputées lors de la petite finale ou finale de classement.
| Rang                                | Cycliste          | Nation           | Écart     |
| ----------------------------------- | ----------------- | ---------------- | --------- |
| Médaille d'or, Jeux olympiques      | Ellesse Andrews   | Nouvelle-Zélande |           |
| Médaille d'argent, Jeux olympiques  | Hetty van de Wouw | Pays-Bas         | + 0 s 062 |
| Médaille de bronze, Jeux olympiques | Emma Finucane     | Grande-Bretagne  | + 0 s 092 |
| 4                                   | Katy Marchant     | Grande-Bretagne  | + 0 s 181 |
| 5                                   | Emma Hinze        | Allemagne        | + 0 s 280 |
| 6                                   | Daniela Gaxiola   | Mexique          | + 0 s 457 |

| Rang | Cycliste             | Nation           | Écart     |
| ---- | -------------------- | ---------------- | --------- |
| 7    | Lea Sophie Friedrich | Allemagne        |           |
| 8    | Mathilde Gros        | France           | + 0 s 087 |
| 9    | Riyu Ohta            | Japon            | + 0 s 144 |
| 10   | Steffie van der Peet | Pays-Bas         | + 0 s 167 |
| 11   | Nicky Degrendele     | Belgique         | + 0 s 202 |
| 12   | Rebecca Petch        | Nouvelle-Zélande | + 0 s 712 |